# Hal Haig Prieste
Hal Haig „Harry” Prieste (ur. 23 listopada 1896 we Fresno, zm. 15 kwietnia 2001 w Camden) – amerykański sportowiec ormiańskiego pochodzenia, brązowy medalista olimpijski w skokach do wody (skoki proste i złożone) z Antwerpii 1920, kaskader, aktor filmów niemych, uczestnik I wojny światowej.

## Życiorys
Haig Prieste urodził się we Fresno w stanie Kalifornia w rodzinie ormiańskich imigrantów jako Haig Keshishian. Najpierw przyjął amerykańskie imię "Harry", jednak potem zamienił je na "Hal".

### Aktor
W latach 1917–1920 grał w krótkometrażowych filmach niemych.

### Igrzyska olimpijskie 1920
W 1920 roku na letnich igrzyskach olimpijskich 1920 w Antwerpii Harry Prieste reprezentował Stany Zjednoczone w skokach do wody. Zdobył brązowy medal w konkurencji skoków prostyth i złożonych oraz startował w konkurencji skoków standardowych (11. miejsce – 4. miejsce w Grupie 3 pierwszej rundy).
Po zakończeniu kariery sportowej robił karierę w show-biznesie.

## Filmografia
- 1917: Teddy at the Throttle – Różne role
- 1917: Are Waitresses Safe?
- 1917: Taming Target Center – Chińczyk
- 1918: Sheriff Nell's Tussle – Operator windy
- 1918: The Battle Royal
- 1920: Love, Honor and Behave! – Widz na sali sądowej

## Osiągnięcia sportowe

### Igrzyska olimpijskie
- Antwerpia 1920 – 3. miejsce (skoki proste i złożone), 11. miejsce (skoki standardowe)

## Flaga olimpijska
W 1997 roku podczas bankietu Amerykańskiego Komitetu Olimpijskiego (USOPC), jeden z reporterów przeprowadzający wywiad z Priestem wspominał, iż MKOl nie był w stanie dowiedzieć się, co się stało z oryginalną flagą olimpijską, zaginioną podczas igrzysk olimpijskich 1920 w Antwerpii. Wówczas Prieste odpowiedział: "Mogę ci w tym pomóc. Jest w mojej walizce.". Pod ich koniec, zachęcony przez kolegę z drużyny – Duke Kahanamoku, wspiął się na maszt i ukradł tę flagę, z którą przez 77 lat podróżował po kraju nieświadomy posiadania rzeczy tak cennej, poszukiwanej przez MKOl.
Flaga została zwrócona przez Prieste MKOl-owi podczas specjalnej ceremonii podczas letnich igrzysk olimpijskich 2000 w Sydney, gdy Prieste miał wówczas 103 lata. Według amerykańskiego dziennika – The New York Times, Priest miał odpowiedzieć: "Oddaję im to. Długo już tu nie zabawię. Miałem to od dawna, wielu moich znajomych widziało ją. Nie można być takim samolubem. Ludzie zapamiętają mnie lepiej, gdy oddam to, co wziąłem". Podczas przekazania, ówczesny prezydent MKOl – Juan Antonio Samaranch wręczył mu pamiątkowy medal olimpijski w pudełku, a niedosłyszący Priest odpowiedział "Co to jest? Kleenex?." Flaga olimpijska z Antwerpii została wystawiona w Muzeum Olimpijskim w Lozannie z tablicą z podziękowaniem za darowiznę.

## Śmierć
Hal Haig Prieste zmarł 15 kwietnia 2001 w Camden w wieku 104 lat jako najstarszy wówczas medalista olimpijski, a także pierwszy znany olimpijczyk, który żył przez trzy stulecia (1896–2001).